# Homostola vulpecula
Homostola vulpecula är en spindelart som beskrevs av Simon 1892. Homostola vulpecula ingår i släktet Homostola och familjen Cyrtaucheniidae. Inga underarter finns listade i Catalogue of Life.